# Cornillé-les-Caves
Cornillé-les-Caves és un municipi francès situat al departament de Maine i Loira i a la regió de País del Loira. L'any 2007 tenia 427 habitants.

## Demografia

### Població
El 2007 la població de fet de Cornillé-les-Caves era de 427 persones. Hi havia 172 famílies de les quals 44 eren unipersonals (28 homes vivint sols i 16 dones vivint soles), 68 parelles sense fills i 60 parelles amb fills.
La població ha evolucionat segons el següent gràfic:
Habitants censats

### Habitatges
El 2007 hi havia 202 habitatges, 175 eren l'habitatge principal de la família, 18 eren segones residències i 10 estaven desocupats. 197 eren cases i 5 eren apartaments. Dels 175 habitatges principals, 150 estaven ocupats pels seus propietaris, 23 estaven llogats i ocupats pels llogaters i 2 estaven cedits a títol gratuït; 1 tenia una cambra, 5 en tenien dues, 17 en tenien tres, 36 en tenien quatre i 115 en tenien cinc o més. 150 habitatges disposaven pel capbaix d'una plaça de pàrquing. A 70 habitatges hi havia un automòbil i a 97 n'hi havia dos o més.

### Piràmide de població
La piràmide de població per edats i sexe el 2009 era:
| Homes | Edats   | Dones |
| ----- | ------- | ----- |
| 0     | 95 o +  | 0     |
| 0     | 90 a 94 | 0     |
| 0     | 85 a 89 | 0     |
| 4     | 80 a 84 | 8     |
| 4     | 75 a 79 | 8     |
| 8     | 70 a 74 | 8     |
| 12    | 65 a 69 | 16    |
| 8     | 60 a 64 | 4     |
| 8     | 55 a 59 | 8     |
| 32    | 50 a 54 | 16    |
| 24    | 45 a 49 | 24    |
| 12    | 40 a 44 | 20    |
| 12    | 35 a 39 | 20    |
| 16    | 30 a 34 | 12    |
| 8     | 25 a 29 | 12    |
| 28    | 20 a 24 | 8     |
| 4     | 15 a 19 | 20    |
| 16    | 10 a 14 | 4     |
| 12    | 5 a 9   | 8     |
| 16    | 0 a 4   | 20    |

## Economia
El 2007 la població en edat de treballar era de 278 persones, 204 eren actives i 74 eren inactives. De les 204 persones actives 192 estaven ocupades (100 homes i 92 dones) i 12 estaven aturades (9 homes i 3 dones). De les 74 persones inactives 36 estaven jubilades, 19 estaven estudiant i 19 estaven classificades com a «altres inactius».

### Ingressos
El 2009 a Cornillé-les-Caves hi havia 176 unitats fiscals que integraven 436 persones, la mediana anual d'ingressos fiscals per persona era de 19.315 €.

### Activitats econòmiques
Dels 22 establiments que hi havia el 2007, 1 era d'una empresa alimentària, 4 d'empreses de fabricació d'altres productes industrials, 3 d'empreses de construcció, 5 d'empreses de comerç i reparació d'automòbils, 2 d'empreses de transport, 1 d'una empresa d'hostatgeria i restauració, 1 d'una empresa d'informació i comunicació, 2 d'empreses de serveis, 2 d'entitats de l'administració pública i 1 d'una empresa classificada com a «altres activitats de serveis».
Dels 6 establiments de servei als particulars que hi havia el 2009, 2 eren tallers de reparació d'automòbils i de material agrícola, 1 paleta, 2 fusteries i 1 restaurant.
L'any 2000 a Cornillé-les-Caves hi havia 12 explotacions agrícoles que ocupaven un total de 424 hectàrees.

## Equipaments sanitaris i escolars
El 2009 hi havia una escola maternal integrada dins d'un grup escolar amb les comunes properes formant una escola dispersa.

## Poblacions més properes
El següent diagrama mostra les poblacions més properes.